# Epigmenio González

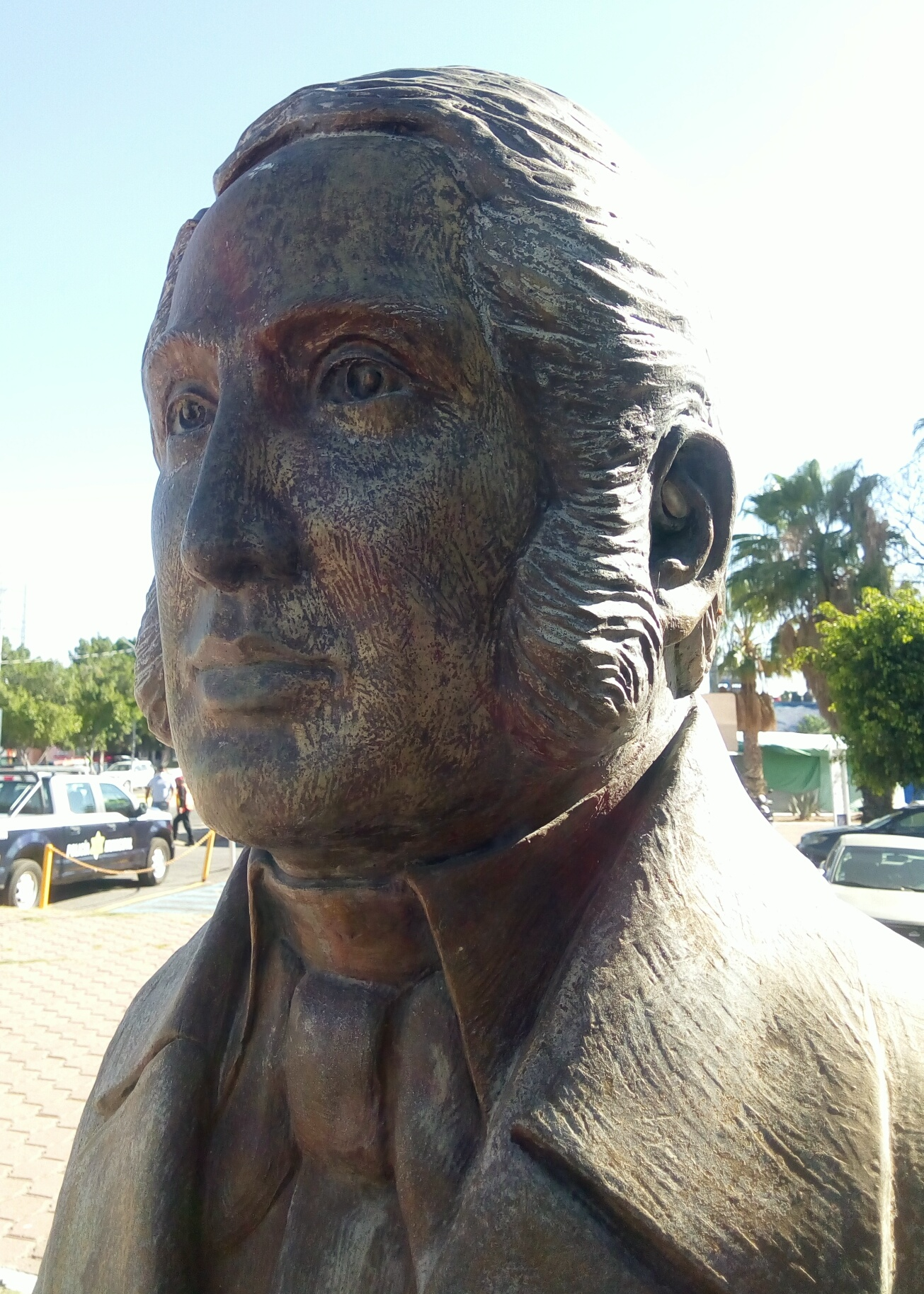
Busto del insurgente ubicado en la ciudad de Querétaro.

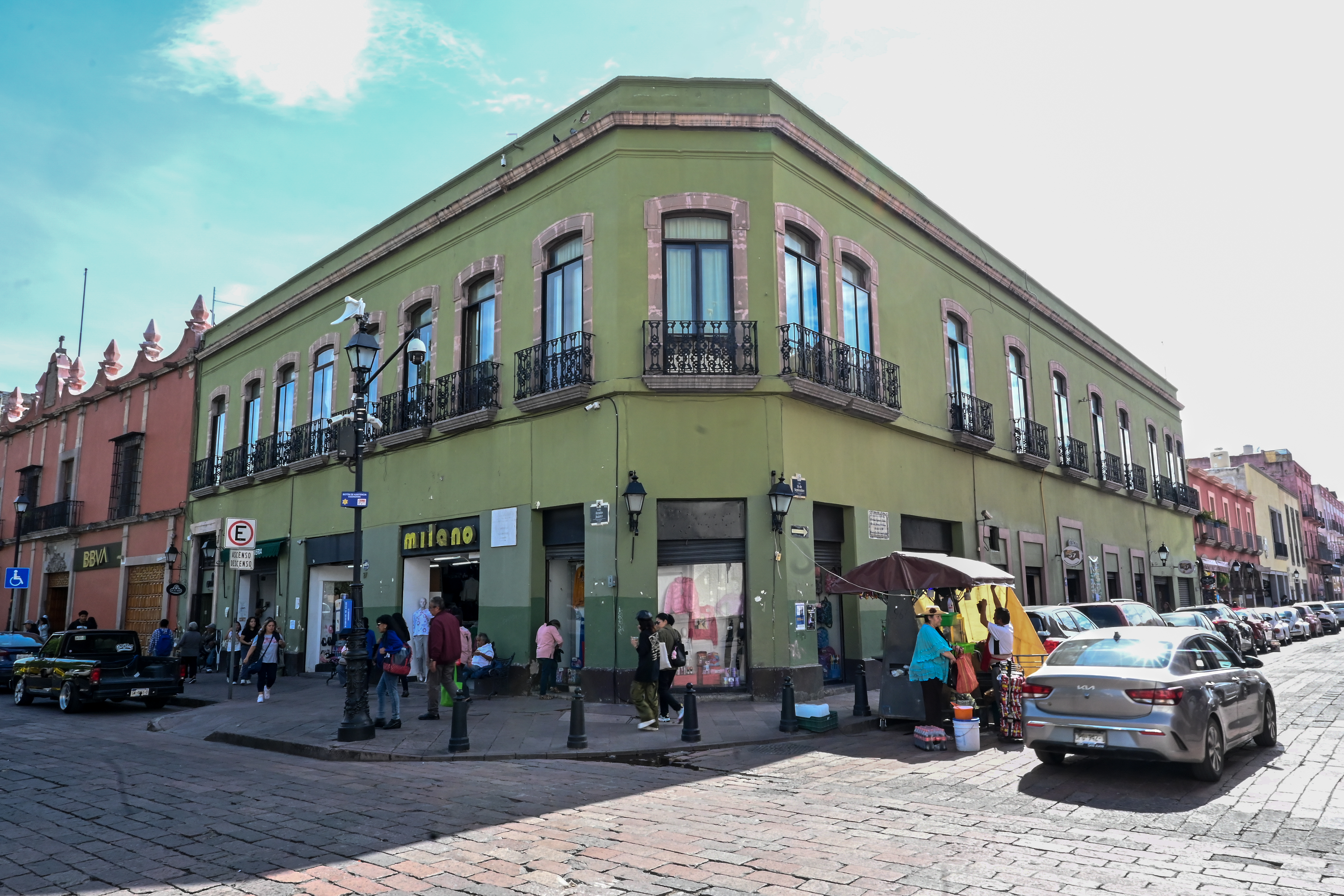
Edificio que ocupa el predio en donde estuvo la casa de los hermanos González en Querétaro.

Epigmenio González Flores (Querétaro, Querétaro, 22 de marzo de 1781-Guadalajara, Jalisco, 19 de julio de 1858) fue un insurgente mexicano de ideología liberal que participó, junto con su hermano Emeterio González, en la Conspiración de Querétaro ocurrida poco antes del inicio de la guerra por la Independencia de México.

## Semblanza biográfica
Fue dueño de una tienda de abarrotes localizada en la plaza de San Francisco de dicha ciudad. Participó activamente en las tertulias literarias organizadas en la casa del corregidor Miguel Domínguez. En dichas reuniones se comenzó a trazar un plan de independencia cuyo objetivo primario era la creación de una Junta de Gobierno. Sus principales integrantes fueron: la esposa del corregidor Josefa Ortiz, Miguel Hidalgo y Costilla, Juan Aldama e Ignacio Allende .
Los hermanos González (Epigmenio y Emeterio) simpatizaron y cooperaron con la causa insurgente fabricando y almacenando cartuchos en su domicilio; sin embargo, el 13 de septiembre de 1810, fueron denunciados por Francisco Buera ante el cura Rafael de León. Como consecuencia, ambos fueron aprehendidos y trasladados a la Ciudad de México. Epigmenio, a pesar de su encierro, desde la cárcel sigue participando en la conspiración de Ferrer, en la misma Ciudad de México, y al ser descubierto de nuevo, fue conminado a revelar los detalles de la conspiración pero guardó silencio y rechazó el indulto ofrecido. Ante su negativa fue conducido al puerto de Acapulco, a una prisión de alta seguridad en el Fuerte de San Diego y poco después fue desterrado a Manila. 
En 1821, al consumarse la Independencia de México, permaneció en Filipinas, pues ese territorio todavía dependía de España. Fue en 1836, dos años después de firmarse el Tratado de México con España, cuando Epigmenio finalmente pudo regresar a su patria, estaba enfermo, renco y no tenía cómo regresar a México. Consiguió de las autoridades de Filipinas pasaje para España y allí, tras buscar por todos los medios, un comerciante se compadeció de él y le prestó dinero.  
Cabe destacar el poco reconocimiento a éste héroe, conspirador original de los inicios de la independencia de México, al regresar a su patria en 1838 nadie lo recordaba.  
En 1839, el entonces presidente Nicolás Bravo lo nombró vigilante de la Casa de Moneda de Guadalajara. Afortunadamente un periodista lo conoció y Epigmenio pudo contar su historia al periódico "La Revolución" en 1855. Falleció el 19 de julio de 1858, a los 77 años de edad. El 13 de septiembre de 1989 fueron trasladados sus supuestos restos al Panteón de los Queretanos Ilustres.